# Xã Noble, Quận Rush, Indiana
Xã Noble (tiếng Anh: Noble Township) là một xã thuộc quận Rush, tiểu bang Indiana, Hoa Kỳ. Năm 2010, dân số của xã này là 630 người.